# Asaphodes parora
Asaphodes parora là một loài bướm đêm trong họ Geometridae.